# Socialistisk Ungdom i Norden
Socialistisk Ungdom i Norden, (SUN), är en nordisk paraplyorganisation för socialistiska ungdomsförbund i de nordiska länderna. Till organisationens medlemsförbund hör danska Socialistisk Folkepartis Ungdom, svenska Ung Vänster, norska Sosialistisk Ungdom, norska Rød Ungdom, finska Vänsterunga, isländska Ung Vinstri Græn, färöiska Unga Tjóðveldið och grönländska Inuusuttut Ataqatigiit Suliniaqatigiittiat.